# Юнитон
Радио Юнитон (до 1 февраля 1999 года — «Радио НТН») — новосибирская музыкальная радиостанция, созданная в 1995 году.

## История
Идея о создании в Новосибирске радиостанции музыкального формата принадлежит Б. Л. Комарову, руководителю телеканала НТН-12. В 1995 году было основано «Радио НТН», которое 6 декабря 1995 года начало вещание на волне 100,7 МГц в диапазоне FM.
Первое время работа велась в рамках НТН, но 23 мая 1996 года была организована самостоятельная компания — ООО «Юнитон». Первоначально эфир длился с 7:00 до 21:00 часа, 1 апреля 1996 года станция стала работать до 23:00 часов, а уже в июне этого года началось круглосуточное вещание.
В феврале 1997 года «НТН» начало радиовещание на волне 70,88 МГц в УКВ-диапазоне.
1 февраля 1999 года станция была переименована в «Радио Юнитон».

## Зона вещания
Вещание «Радио Юнитон» распространяется на Новосибирск и его пригороды и охватывает радиус в 100 км.

## Контент и радиопередачи
Радио транслирует музыку российских и зарубежных популярных исполнителей. Кроме информационных выпусков эфир радиостанции занимают различные развлекательные программы.
С самого начала создания радиостанции интерес для его слушателей представляли такие передачи как утренняя развлекательная программа «С той ноги», «Объединение», субботняя передача «Джонсон и Джонсон», «Автодетектив», «Ночные откровения», хит-парад «Опять 25».

## Ведущие
| - Н. Баишева - Е. Березина - А. Бойко - Ю. Бородина - Е. Величко - О. Голота - В. Гросс - Н. Жукова - С. Катрич - М. Кораблёв - А. Куприянцев - А. Литвинов | - В. Логинов - Д. Макарова - И. Рокот - А. Романов - Е. Романова - А. Титов - А. Фадеев - А. Харитонов - А. Хлякин - Е. Холодов - А. Чусовитин - А. Шипелкин - Н. Якунин |

## Редакция
- Главный редактор — Юлия Бородина
- Музыкальный редактор — Алексей Харитонов

## Награды

### Премия имени А. С. Попова
В 2001 году лауреатом премии имени Попова стал звукорежиссёр станции С. Эскузьян, в 2003 году — Стас Берн (автор «лучшей специализированной программы»), в 2004 году — Алексей Харитонов (номинация «Радиодиджей»), в 2005 году «Юнитон» получила премию в номинации «Радиостанция». В 2006 году радио стало лауреатом номинации «Культурная программа» за рубрику об особенностях русского языка «Филькина грамота», которая являлась частью программы «Утренний дозор».

### Другое
В 2001 году Независимая ассоциация телерадиовещателей признало «Юнитон» лучшим радио.

## Собственные премии
В ноябре 1997 года «Радио Юнитон» учредила собственную премию «Золотая децибела», которую присуждали популярным общественным деятелям, музыкантам и организациям новосибирского шоу-бизнеса. Присуждение премии происходило в День рождения радио. Первыми лауреатами были: певец Шура, Александр Карелин, группа «Ночной патруль», клубы «Вавилон» и «Юла».